# Corridor du Wakhan

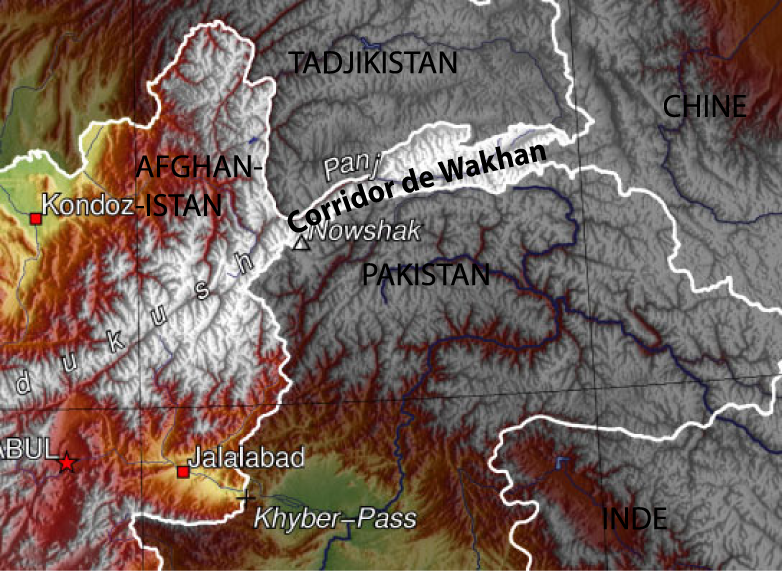
Le corridor de Wakhan.

Le corridor du Wakhan (également écrit Vakhan ; وخان en persan) est un étroit corridor géographique situé dans la province du Badakhchan, dans l'Est de l'Afghanistan. Il est aussi surnommé « bec de canard ».

## Géographie
Le corridor du Wakhan est formé par une vallée, orientée selon un axe pratiquement est-ouest, située dans la région montagneuse du Pamir, à des altitudes variant d'environ 3 000 m à son extrémité ouest, à 4 000 m et plus au niveau des sources des cours d'eau qui la forment, à l'est. Il mesure environ 210 kilomètres de long et sa largeur varie entre 20 et 60 kilomètres, couvrant une superficie d'environ 10 300 kilomètres carrés. Au nord la frontière avec le Tadjikistan est formée principalement par la rivière Piandj, au sud la frontière avec le Cachemire sous contrôle Pakistanais passe par des sommets de l'Hindū-Kūsh ; son extrémité est communique avec la Chine via le col du Wakhjir qui permet de franchir l'Hindū-Kūsh à l'altitude de 4 923 mètres.
Le col du Wakhjir est de l'un des postes-frontières les plus élevés du monde et la différence de fuseau horaire, entre le fuseau +4:30 UTC de l'Afghanistan et +8 UTC de la Chine, est par ailleurs la plus grande au monde. Il n'est toutefois franchi par aucune route, le seul accès routier à l'extrémité du Wakhan se fait par le Tadjikistan, un peu en dessous de 4 000 mètres, à l'Est-Nord-Est du corridor : une route venant de Murghab longe l'Aksu, cours supérieur du Murghab-Bartang, jusqu'au point où sa haute vallée glaciaire communique avec celle de la rivière Wakhan. Il reste près de cette frontière des baraquements militaires de l'époque soviétique.

Le corridor de Wakhan est un désert démographique (moins de 20 000 habitants en 2020, soit moins de 2 habitants au km²). Le principal groupe ethnique est formé par les Wakhis, auxquels s'ajoutent des Kirghizes.

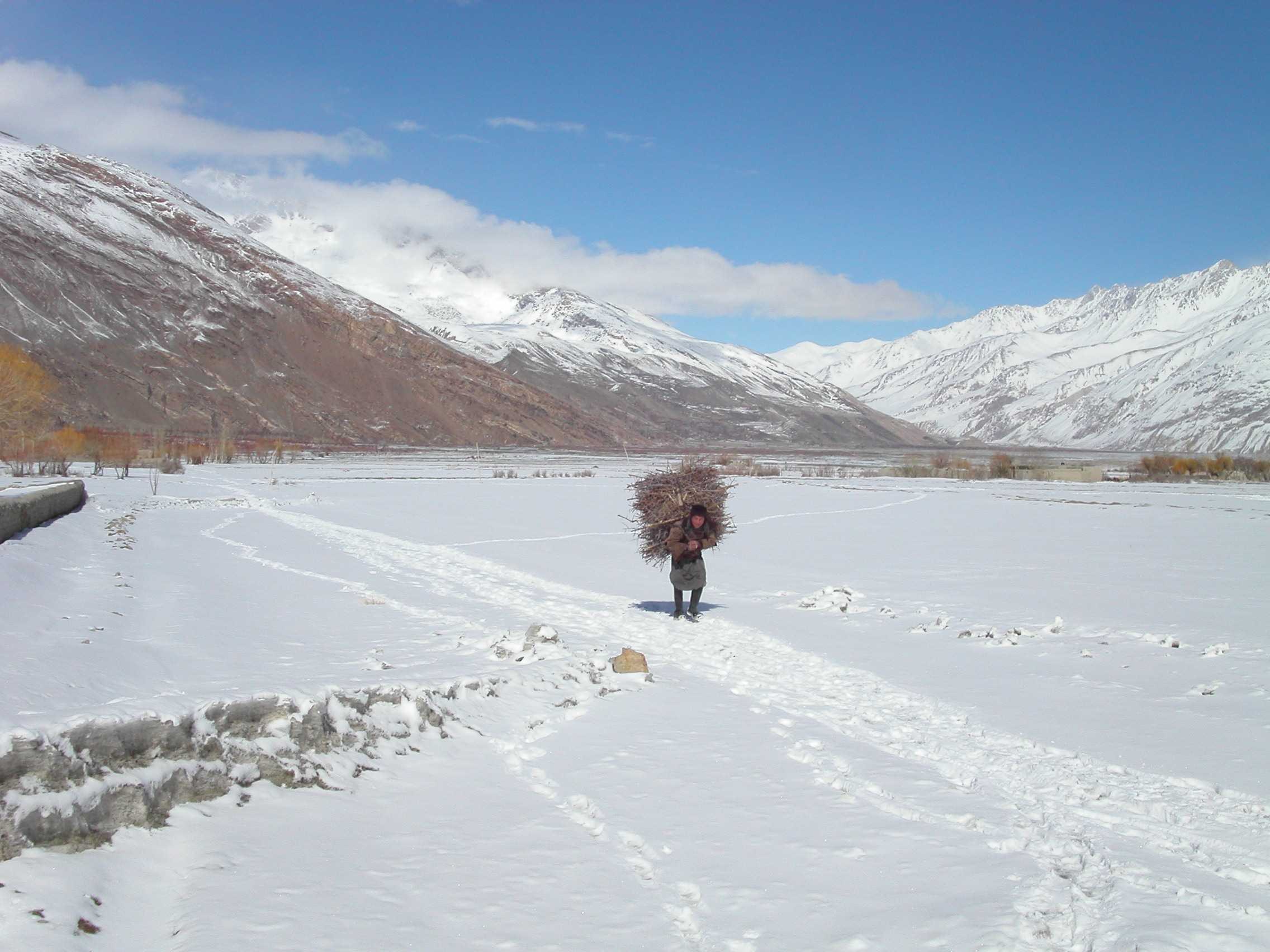
Paysage du Wakhan : un Wakhi porte du bois de chauffage.
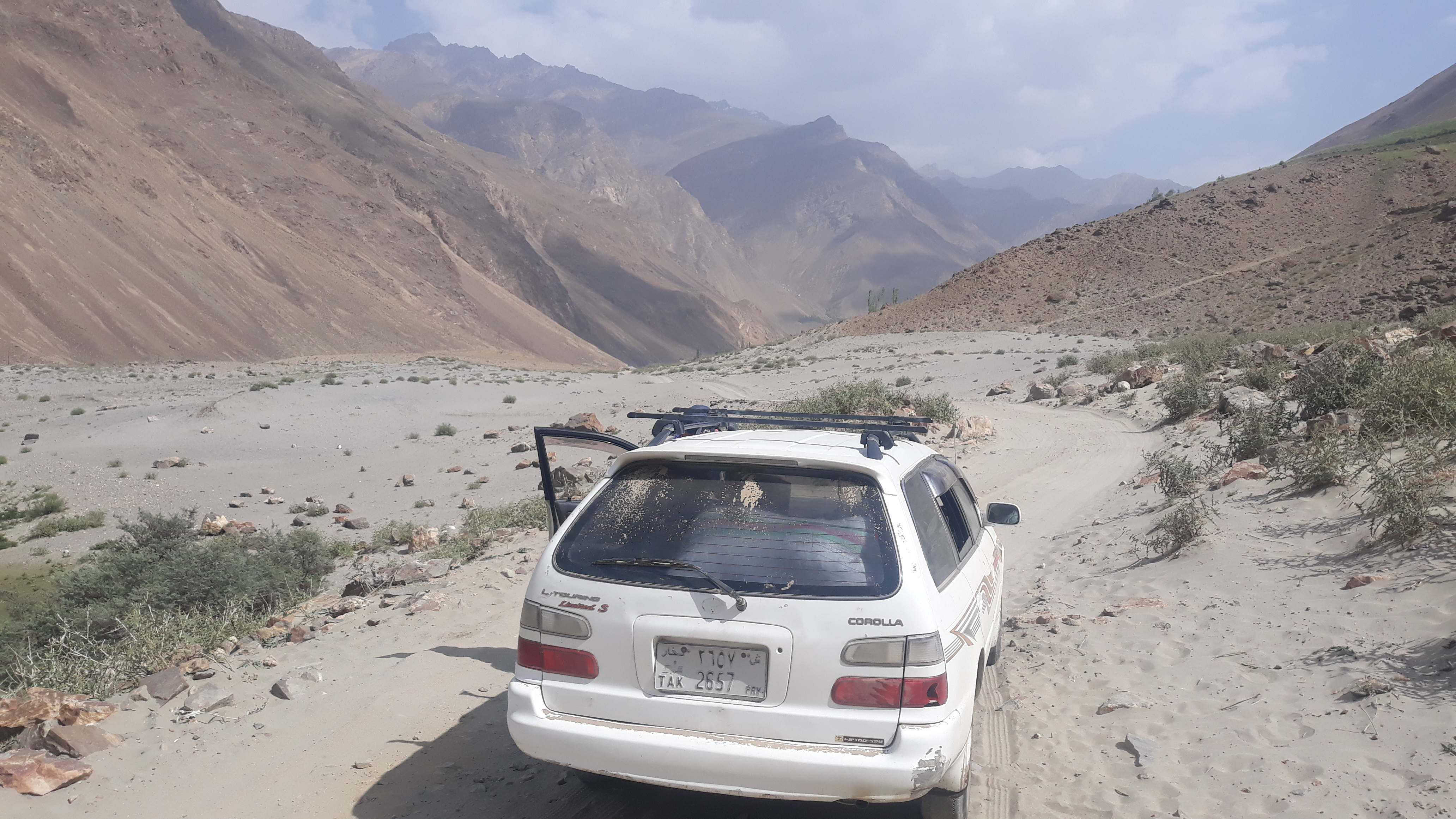
Une piste dans le corridor du Wakhan.
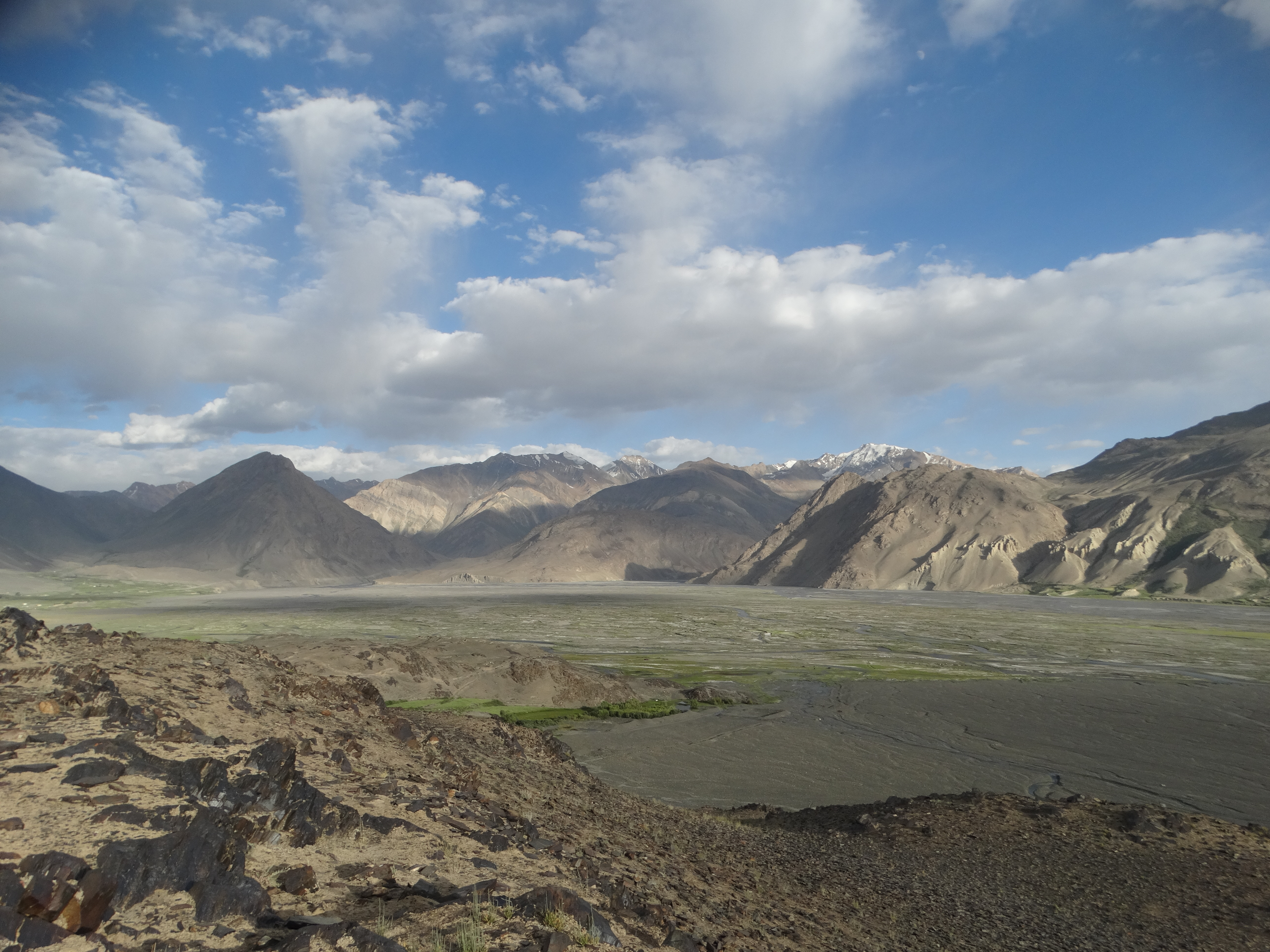
Paysage près de Sarhad
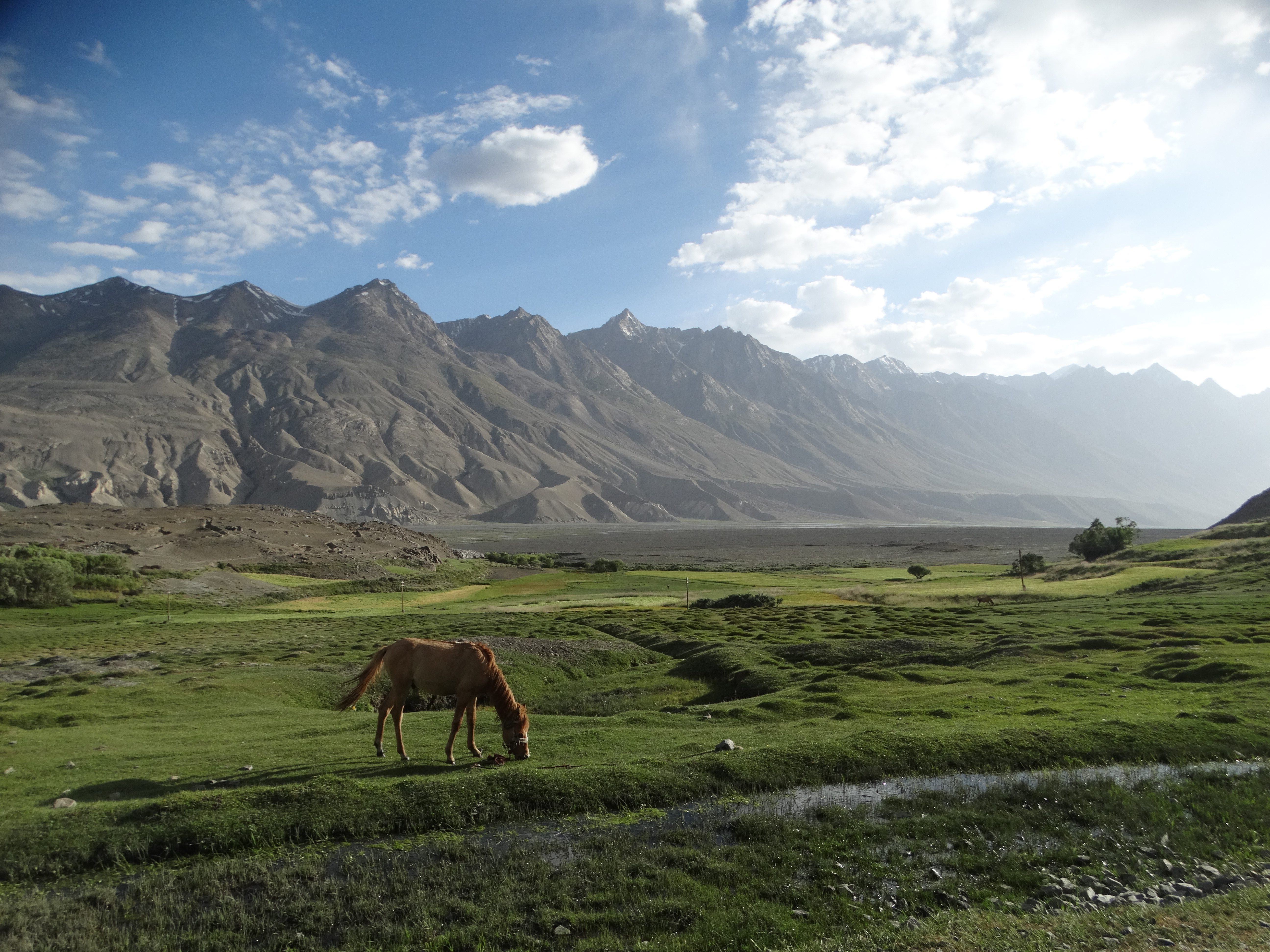
Des chevaux à Sarhad

## Hydrographie
Le Wakhan comprend deux lacs d'eau douce de haute altitude : le lac Zorkul et le lac Chaqmaqtin.
Les principaux cours d'eau sont le Wakhan-Daria, le Pamir, le Piandj et le Murghab.

## Histoire
Le corridor du Wakhan fut créé en 1893 par l'accord entre l’Afghanistan et l'Empire britannique créant la ligne Durand pendant la période du Grand Jeu (la rivalité coloniale entre Russes et Britanniques dans la région). En ne revendiquant pas cette zone limitée, par ailleurs sans enjeu connu à l'époque, le négociateur britannique Mortimer Durand évitait un contact direct entre la Russie et le Raj britannique, en interposant l'Afghanistan.
Au début des années 1980, plusieurs centaines de Kirghizes du corridor émigrent en Turquie et s'installent dans le village d'Ulupamir.

## Documentaires
- Afghanistan : Dans le corridor du Wakhan, de Nicolas Cotto, 52 min, France 5, 2016.